# Joint Systems Manufacturing Center – Lima

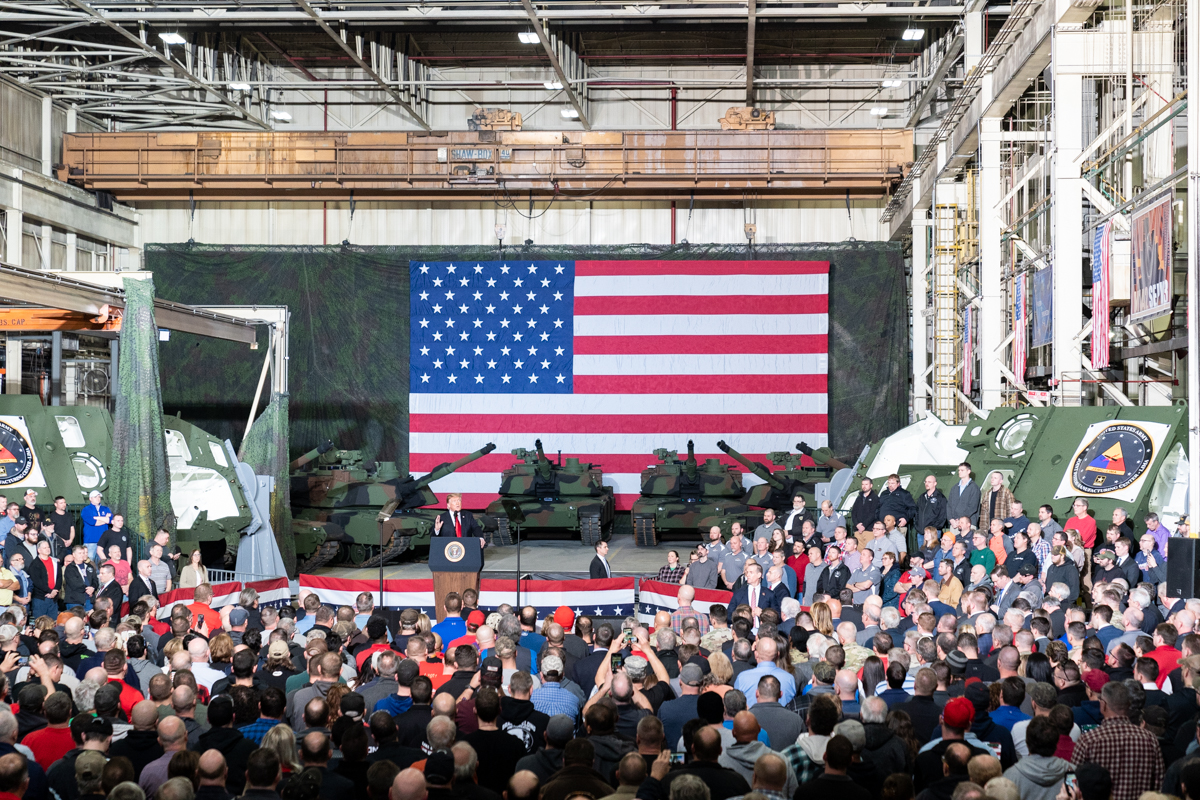
USA:s 45:e president Donald Trump (R) håller ett tal i en av monteringsbyggnaderna tillhörande Joint Systems Manufacturing Center – Lima i mars 2019.

Joint Systems Manufacturing Center – Lima (JSMC), tidigare Lima Army Tank Plant (LATP) och Lima Army Modification Center (LAMC), är en fabriksanläggning till för att montera stridsfordon åt anläggningens ägare USA:s armé. Armén har dock lagt ut driften av anläggningen på entreprenad och detta sköts av General Dynamics. Fabriksanläggningen ligger i Lima, Ohio i USA.

## Historik
I och med Nazitysklands framgångar med deras blixtkrig i början av andra världskriget, uppskattade USA:s armé att det krävdes bygga en miljon fordon inklusive 14 000 stridsvagnar inom ett år. I maj 1941 uppförde Ohio Steel Foundry en fabrik som utförde centrifugalgjutning av pansarvärnskanoner åt armén. I november 1942 hade fabriken gjorts om och det monterades stridsfordon såsom stridsvagnarna M5 Light Tank och M26 Pershing. Fabriken fick namnet Lima Army Tank Plant (LATP). Fler än 100 000 stridsfordon monterades och de flesta var till de europeiska slagfälten. LATP tog också fram amfibiestridsvagnen DD tank som skulle användas i understödjande syfte åt de trupper som landsteg Kontinentaleuropa under Dagen D. Efter att andra världskriget avslutades upphörde LATP med tillverkning och montering av stridsfordon och blev istället en anläggning för att förvara föråldrade stridsvagnar och skrota dessa. Men 1950 bröt Koreakriget ut och året efter, återupptog armén stridsvagnsproduktionen igen. Det hölls dock bara till 1959 innan produktionen upphörde återigen.
Armén aktiverade fabriken åter i augusti 1976 med namnet Lima Army Modification Center (LAMC) i syfte att låta biltillverkaren Chrysler bygga prototypstridsvagnen XM-1, som i senare skede blev M1 Abrams. I februari 1980 rullade den första M1 Abrams-stridsvagnen ut ur fabriken. Under de första åren producerades det 30 M1 Abrams-stridsvagnar i månaden och LAMC hade hjälp av systerfabriken Detroit Arsenal Tank Plant i Michigan. Chrysler hade upprättat ett dotterbolag vid namn Chrysler Defense för att sköta driften av fabriken och monteringen av stridsvagnarna, det köptes upp av General Dynamics 1982. Fyra år senare började LAMC montera den uppgraderade versionen av M1 Abrams-stridsvagnen, den fick namnet M1A1 Abrams. 120 sådana producerades då per månad.
På tidigt 1990-tal drogs det dock åt svångremmen i USA:s försvarsbudget efter att Berlinmuren revs och att Sovjetunionen kollapsade. USA:s försvarsminister Dick Cheney meddelade att LAMC planerades att avvecklas på grund av det. Dock hade M1A1 Abrams-stridsvagnen visat sig vara duglig under Gulfkriget och USA fick då in stora mängder beställningar ifrån utlandet om att köpa sådana. General Dynamics och kongressledamöter i Washington, D.C. tryckte samtidigt på att låta LAMC få uppgradera M1A1 Abrams till att bli M1A2 Abrams. General Dynamics ansåg att de M1A1 Abrams-stridsvagnar som stod på Sierra Army Depot i Kalifornien borde uppgraderas än att överföras till Anniston Army Depot i Alabama för demontering och skrotning. Inga besked kom från lagstiftarna dock men fabriksanläggningen gick på sparlåga utan att behövas stängas. I december 1996 meddelade USA:s försvarsdepartement att Detroit Arsenal Tank Plant skulle stängas, vilket räddade LAMC från nedläggning.
År 2004 meddelade USA:s marinkår att de skulle investera 3,1 miljarder amerikanska dollar i att uppgradera LAMC i syfte att fabriksanläggningen skulle montera deras nya amfibiefordon Expeditionary Fighting Vehicle (EFV). Detta ledde dock till att armén bytte namn på fabriksanläggningen till Joint Systems Manufacturing Center (JSMC) eftersom fabriksanläggningen skulle inte bara montera stridsvagnar för armén längre. Senare på 2000-talet skulle JSMC utveckla arméns Future Combat Systems (FCS) och hjälpa till att utveckla pansarskyddet för arméns nya stridsfordon med namnet Stryker.
År 2009 meddelade regeringen Obama att det skulle ske besparingar inom USA:s militär. Samma år blev det klart att FCS och två år senare även EFV skulle skrotas av kostnadsskäl. År 2012 var det diskussioner inom armén att stänga ner JSMC tillfälligt under tre år. Armén kalkylerade att det skulle kosta 600 miljoner dollar med det treåriga uppehållet mot att ha igång produktionen vilket skulle kosta omkring tre miljarder dollar. Detta möttes dock av hårt motstånd återigen från General Dynamics och lagstiftare från både Washington, D.C. och lokalt. Planerna om besparingarna skrotades och JSMC fick istället nya beställningar om att uppgradera befintliga Abrams-stridsvagnar. Senare skede började fabriksanläggningen även att producera Stryker-fordon utöver stridsvagnarna.